# Geoff Brabham
Geoff Brabham (Sídney, Australia; 20 de marzo de 1952) es un expiloto de automovilismo australiano. Compitió en sport prototipos, turismos y monoplazas. Es hijo de Jack Brabham, triple campeón de Fórmula 1, y hermano de Gary Brabham y David Brabham. Es padre del joven piloto Matthew Brabham.
Brabham fue campeón de la CanAm 1981 y tercero en 1980. A continuación, compitió en el campeonato de monoplazas CART desde 1981 hasta 1994. Allí obtuvo nueve podios, y finalizó cuarto en las 500 Millas de Indianápolis de 1983 y quinto en 1981. Su mejor resultado de campeonato fue octavo en 1982, 1984 y 1987.
Luego disputó el Campeonato IMSA GT, donde consiguió 26 victorias y cuatro títulos consecutivos entre 1988 y 1991. Tiempo después, terminó segundo en el Campeonato Australiano de Superturismos de 1995 y 1997. También triunfó en las 24 Horas de Le Mans de 1993 y los 1000 km de Bathurst de Superturismo de 1997.

## Inicios, CanAm y CART
Brabham disputó la Fórmula Ford Australiana en 1974, resultando tercero. En 1975 fue campeó de la Fórmula 2 Australiana, con tres victorias y podios en las cinco carreras. El piloto compitió tres años en la Fórmula 3 Británica.
Al no poder continuar su aspiración a ingresar a la Fórmula 1, el australiano se mudó a Estados Unidos en 1979, donde desarrolló gran parte de su carrera profesional. Ese año fue campeón de la Fórmula Super Vee, con cinco victorias en ocho carreras. También resultó tercero en la USAC Mini-Indy, y disputó dos carreras de la CanAm.
VDS fichó a Brabham para disputar la CanAm 1980. Obtuvo una victoria y tres podios, con lo cual resultó tercero en el campeonato por detrás de Patrick Tambay y Al Holbert. En 1981 logró dos victorias y ocho podios, de modo que obtuvo el título ante Teo Fabi y Holbert. Por otra parte, debutó en la CART al resultar noveno en dos de tres apariciones, llegó quinto en su primera participación en las 500 Millas de Indianápolis con el equipo Kraco, y terminó tercero en el Gran Premio de Australia de Fórmula Pacific.
En 1982, el piloto se convirtió en titular de Bignotti-Cotter en la CART. Consiguió un tercer puesto en Míchigan 2, un cuarto puesto en Pocono y otros cuatro top 10, de modo que alcanzó la octava colocación en el campeonato. En 1983, resultó cuarto en las 500 Millas de Indianápolis, corrió otras cinco carreras de la CART, y cinco del Campeonato IMSA GT.
Brabham retornó a la titularidad para la CART 1984, de vuelta en el equipo Kraco. Consiguió dos segundo lugares en Long Beach y Portland, un tercero y dos quintos, por lo que culminó octavo en el clasificador final.
En 1985, el australiano ingresó al equipo Galles de la CART. Ese año consiguió solamente tres resultados puntuables (un segundo, un cuarto y un sexto), y padeció siete abandonos. Así, quedó 15.º en la tabla general. En 1986 finalizó tercero en Long Beach, pero puntuó en solamente cuatro carreras de 17, por lo que terminó 12.º en el campeonato.
El piloto mejoró su actuación en la CART 1987, al resultar segundo en Pocono y Road America, tercero en Miami, y puntuar en ocho carreras con Galles. De este modo, cerró el año en la octava posición. Luego retornó a Indianápolis en 1989, 1990, 1991, 1993 y 1994 con Penske, Truesports y Menard, sin lograr resultados destacados.

## Campeonato IMSA GT y Le Mans
Brabham había disputado carreras puntuales del Campeonato IMSA GT para Zakspeed y Electramotive. Su primera victoria la obtuvo en Miami 1987 con un Nissan GTP ZX-Turbo oficial. En 1988, se convirtió en piloto titular del equipo oficial Nissan en el torneo. Triunfó en nueve carreras, por lo que obtuvo el campeonato en la clase GTP frente a John Nielsen, Price Cobb y James Weaver.
Nuevamente dominó la clase GTP del Campeonato IMSA GT 1989 al obtener nueve victorias, la mayoría de ellas junto a Chip Robinson. Así, defendió el título ante Robinson y Cobb de Jaguar. El australiano consiguió el tercer título con Nissan en 1990, al obtener cuatro victorias y diez podios. También disputó las 24 Horas de Le Mans de 1989 y 1990 con Nissan, pero abandonó en ambas ediciones.
Brabham ganó solamente una prueba en 1991, las 12 Horas de Sebring, pero sus diez podios le permitieron obtener su cuarta corona consecutiva. En 1992 sumó dos triunfos y ocho podios, pero esta vez fue superado por Juan Manuel Fangio II y Davy Jones en la tabla de posiciones.
En 1993, Brabham corrió nuevamente las 24 Horas de Le Mans, logrando la victoria absoluta con un Peugeot 905 oficial, acompañando a Christophe Bouchut y Éric Hélary. En 1994 disputó las 24 Horas de Daytona del Campeonato IMSA GT, en este caso con un Spice. Volvió a disputar las 24 Horas de Daytona por última vez en 1995 en un Porsche WSC-95 oficial.

## Stock cars y turismos
En paralelo a su actividad en el Campeonato IMSA GT, Brabham corrió el torneo de stock cars International Race of Champions desde 1989 hasta 1994. Logró dos victorias y un quinto puesto; en 1992 y 1992 fue sexto en el campeonato, y en 1991 fue séptimo. En 1994 disputó su única carrera de la Copa NASCAR, la edición inaugural de las 400 Millas de Brickyard, donde chocó con un Ford.
A partir de 1993, Brabham también comenzó a competir en turismos en Australia. Ese año, ganó los 500 km de Sandown con un Ford Falcon y llegó cuarto en los 1000 km de Bathurst con un Holden Commodore. En 1994, abandonó en los 500 km de Sandown con un Holden Commodore.
El piloto comenzó a participar en el Campeonato Australiano de Superturismos 1995 con un BMW Serie 3 oficial del equipo de Paul Morris. Consiguió cinco victorias y 13 podios en 16 carreras, resultando subcampeón por detrás de Morris y empatando en puntos con el tercero, Brad Jones. También llegó segundo en el Surfers Paradise y sexto en Adelaida, que fueron carreras no puntuables.
En 1996, Brabham terminó cuarto en la tabla general por detrás de Jones, Morris y Greg Murphy, con una victoria y cuatro podios, además de ganar en Melbourne. El piloto fue subcampeón en 1997 por detrás de Morris, luego de conseguir tres victorias y 12 podios en 16 carreras. Ese mismo año, ganó los 1000 km de Bathurst de Superturismo, también con un BMW Serie 3 oficial de Paul Morris, contando como compañero de butaca a su hermano David Brabham.
Desde 1998 hasta 2001, Brabham disputó las dos carreras de resistencia del V8 Supercars. En 1998 corrió junto a Tony Longhurst en un Ford Falcon, resultando octavo en los 1000 km de Bathurst. En 1999 fue compañero de butaca de Neal Bates, también con un Ford Falcon, resultando décimo en Bathurst.
El piloto corrió junto a Mark Larkham en los 500 km de Queensland del V8 Supercars 2000, y junto a Cameron McConville en los 1000 km de Bathurst, debiendo abandonar en ambos casos. En 2001 acompañó a Steven Ellery en su Ford Falcon, llegando sexto en Queensland y séptimo en Bathurst.